# František Kleiner (umělec)
František Kleiner (25. srpna 1914 Rychnov nad Kněžnou – 3. prosince 1986 Praha) byl český malíř, grafik a docent na Karlově univerzitě.

## Životopis
František Kleiner se narodil v Rychnově nad Kněžnou, ale většinu života strávil v Praze. Jeho otec prof. František Kleiner byl středoškolský pedagog, československý legionář; zemřel v koncentračním táboře.
František Kleiner si již v mládí oblíbil kreslení, které se nakonec stalo jeho životním posláním. Orientoval se na grafiku a na gymnáziu se připravoval na dráhu profesionálního malíře a grafika. Jeho otec si přál, aby i syn pokračoval jako gymnaziální profesor. I proto po maturitě v roce 1933 studoval souběžně dvě vysoké školy (v letech 1933 až 1938). Absolvoval vysokoškolské studium na přírodovědecké fakultě Univerzity Karlovy v Praze, obor zeměpis a na Českém vysokém učení technickém obor architektury a pozemního stavitelství (grafiky). Po studiích krátce působil jako středoškolský profesor na gymnáziu v Chustu na Podkarpatské Rusi. Po zatčení otce v roce 1941 byl totálně nasazen jako stavební dělník do 4. května 1945.
Po válce, v roce 1946, se stává členem „Syndikátu výtvarníků, hospodářského svazu architektů, malířů a sochařů“, dále členem „Tvůrčí skupiny jednoty umělců výtvarných v Praze“ a dále členem „Svazu československých výtvarných umělců a výtvarníků z povolání“. Orientoval se hlavně na grafiku a malování jako profesor výtvarné výchovy na kladenském gymnáziu.

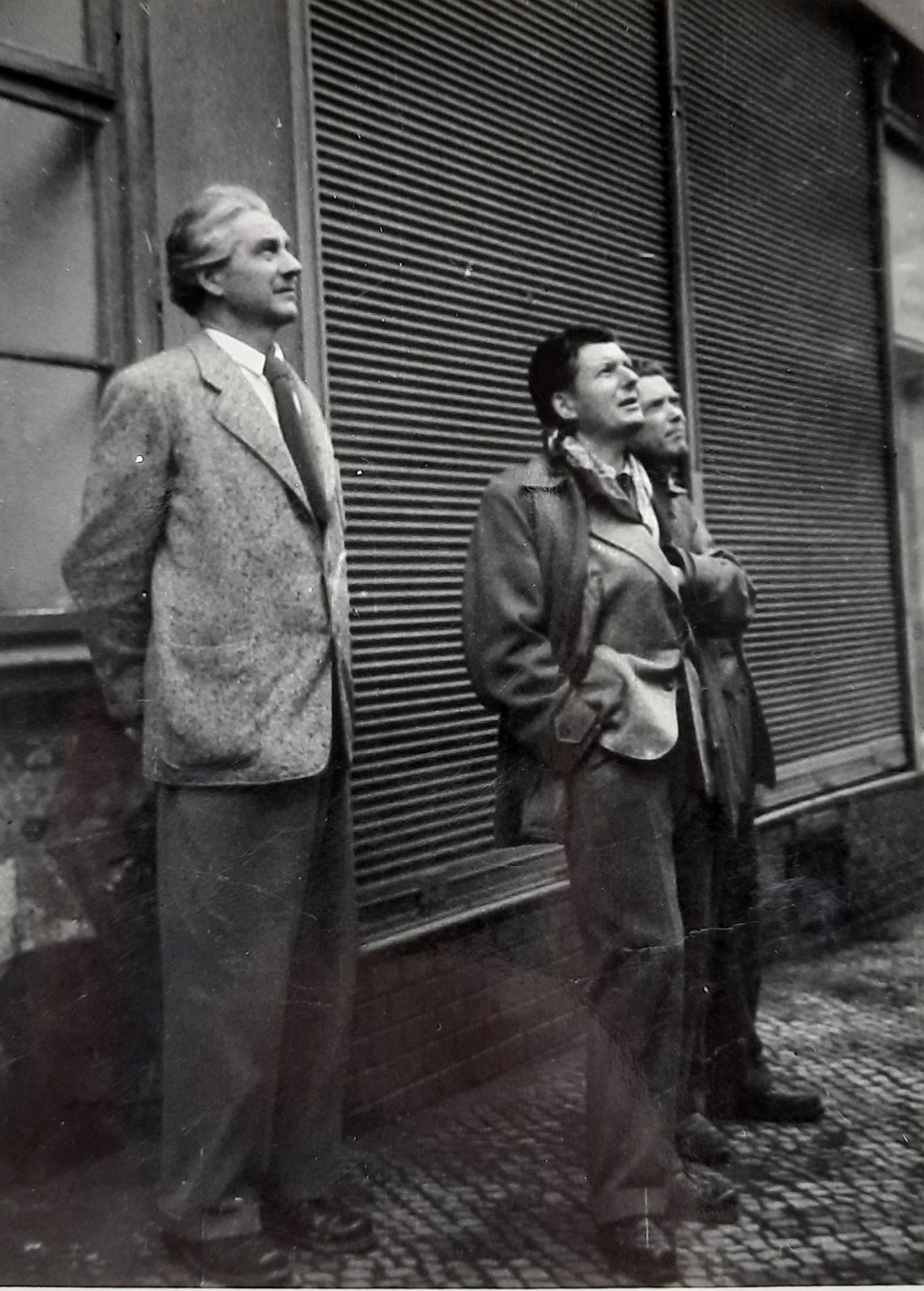
František Kleiner s malířem Cyrilem Boudou

Od roku 1945 prohluboval František Kleiner své kreslířské a malířské umění, které prezentoval na výstavách pořádaných v letech 1945–1948, 1951 a poslední v roce 1970. Již před II. světovou válkou udržoval kontakt se svým bývalým učitelem, významným grafikem, profesorem Cyrilem Boudou. V roce 1947 byla založena pedagogická fakulta UK v Praze a František Kleiner se stal asistentem Cyrila Boudy, jenž byl jmenován vedoucím katedry výtvarné výchovy. V roce 1962 se stal Kleiner docentem a po odchodu profesora Boudy vedoucím katedry. 
V následujících letech si postupně plně osvojil všechny dostupné grafické i malířské formy, které úspěšně na Pedagogické fakultě UK v Praze vyučoval. Podílel se rovněž na edici „Velké učebnice výtvarné výchovy pro absolventy pedagogických fakult“, v níž zpracoval části týkající se kresby lidské figury. Po kritických letech 1968 – 69 se rozešel s nastoupeným politickým vývojem na Pedagogické fakultě, v roce 1970 složil funkci vedoucího Katedry výtvarné výchovy a dobrovolně odešel do starobního důchodu. V období od roku 1970 do roku 1986 nesměl vystavovat a grafice i malířství se věnoval pouze soukromě.
František Kleiner sledoval politický vývoj v druhé polovině 80. let a těšil se, že bude moci znovu vystavovat. Zemřel ale na infarkt myokardu dne 3. prosince 1986.

## Dílo
František Kleiner vytvořil desítky olejomaleb a akvarelů na plátnech, tvrdých i měkkých kartonech, stovky maleb tuží, pastelem, suchou jehlou, velká množství leptů, linorytů i rytin.
Navrhl také poštovní známku.[ujasnit]
Za zmínku také stojí jeho kresby, zachycující první vystoupení čínské opery z Pekingu v Československu, na konci srpna 1955.
Vystavoval například v Galerii u Řečických ve Vodičkově ulici v Praze.
Sbírku celoživotního díla Františka Kleinera po jeho smrti zdědila jeho žena RNDr. Eva Kleinerová CSc.. Po jejím úmrtí v roce 2010 přešla sbírka do rukou jejího bratra Jiřího Čaply.

### Ilustrace
- Rudlová Helena – Vítr pouště a zlaté ptáče, ilustrace: František Kleiner, Komenium, edice: Knihovna Živé prameny, sv.27, 1948 (1. vydání).
- Sula Pavel – Na větrném koni, ilustrace: František Kleiner (1943), vydal Václav Poláček, Edice: Dětem.
- Šlajer, Pavel, Henek, Kleiner, Kotas – Čítanka pro čtvrtý postupový ročník, Státní pedagogické nakladatelství Praha (1955).
- Kohout A.B. – A. B. Kohout oznamuje zahájení svého vydavatelství Žlutý stůl (Tuto brožuru vydal redaktor a vydavatel A. B. Kohout jako oznámení zahájení své vydavatelské činnosti na jaře 1938.) Kresbami doprovodil František Kleiner. Nákladem vydavatelství Žlutý stůl.
- Urban A.J. – Jako pes a kočka, ilustrace František Kleiner, Českomoravský kompas 1944.
- Nerealizovaný návrh na 100 Korun Československých od Františka Kleinera	(pedagog, ilustrátor, malíř), akvarel, odkaz: https://www.aurea.cz/Katalog47/047kat3351.htm
- Novotný, Kamil / Richter, Zdeněk – První květnová soutěž výstavní síně Práce o nejlepší díla československých výtvarníků na námět Člověk a práce, Praha – Práce 1946. Ilustrace: Švec, Otakar; Kotík, Pravoslav; Kleiner, František; Ropek, František; Vrbová-Kotrbová, Vilma; Plocek, Vilém; Kojan, Jan; Koutský, Václav; Hladík, Karel; Doležal, Rudolf; Simota, Jan.
- Vyšín J. – Na rozloučenou s Karlem Hrůšou, vedlejší přílohu navrhl Doc. František Kleiner, Pokroky matematiky, fyziky a astronomie, Vo. 17 (1972), No.1, 1-3.
- Podílel se i na ilustracích do Čítanky pro čtvrtý postupný ročník.

## Galerie

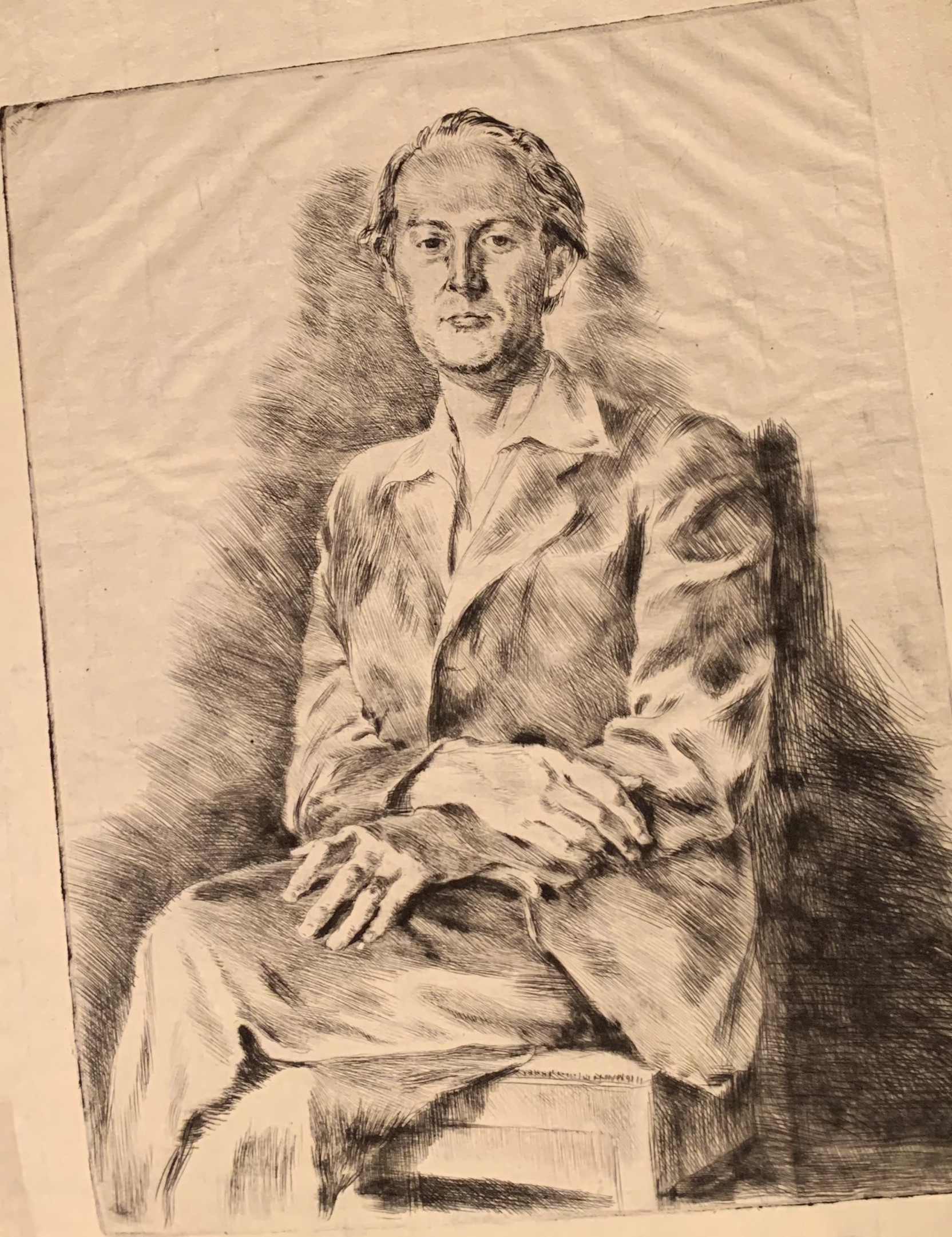
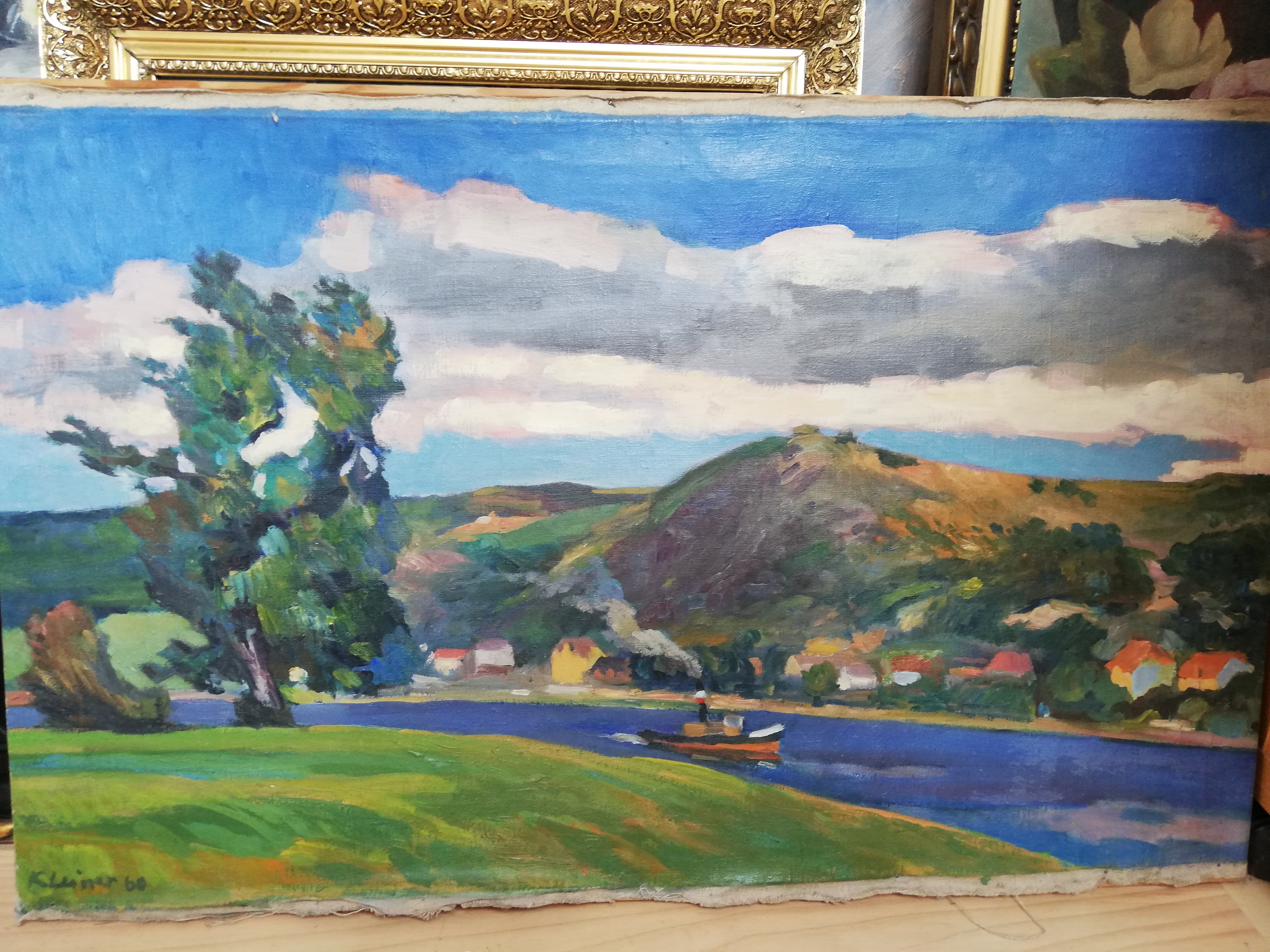
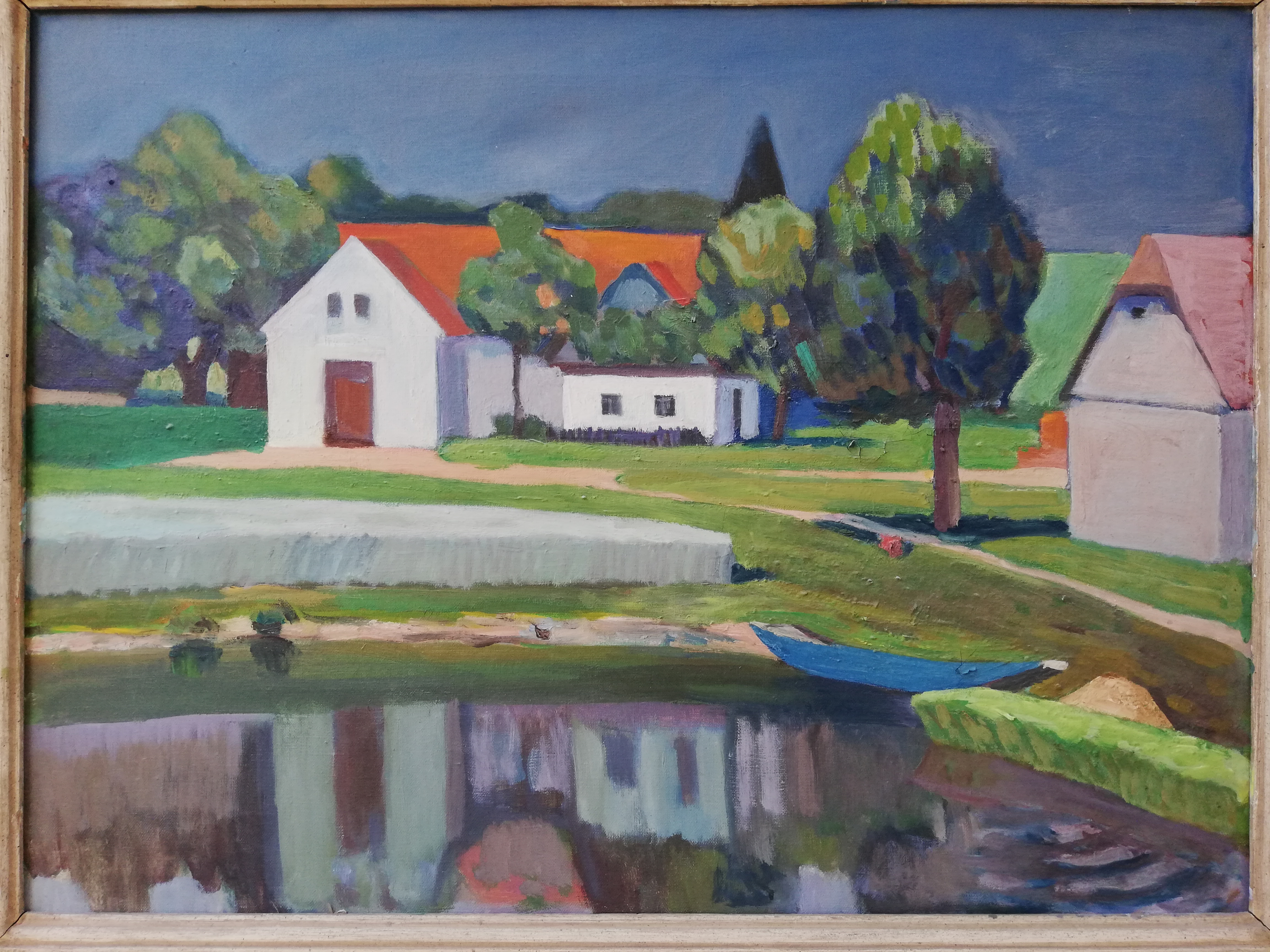
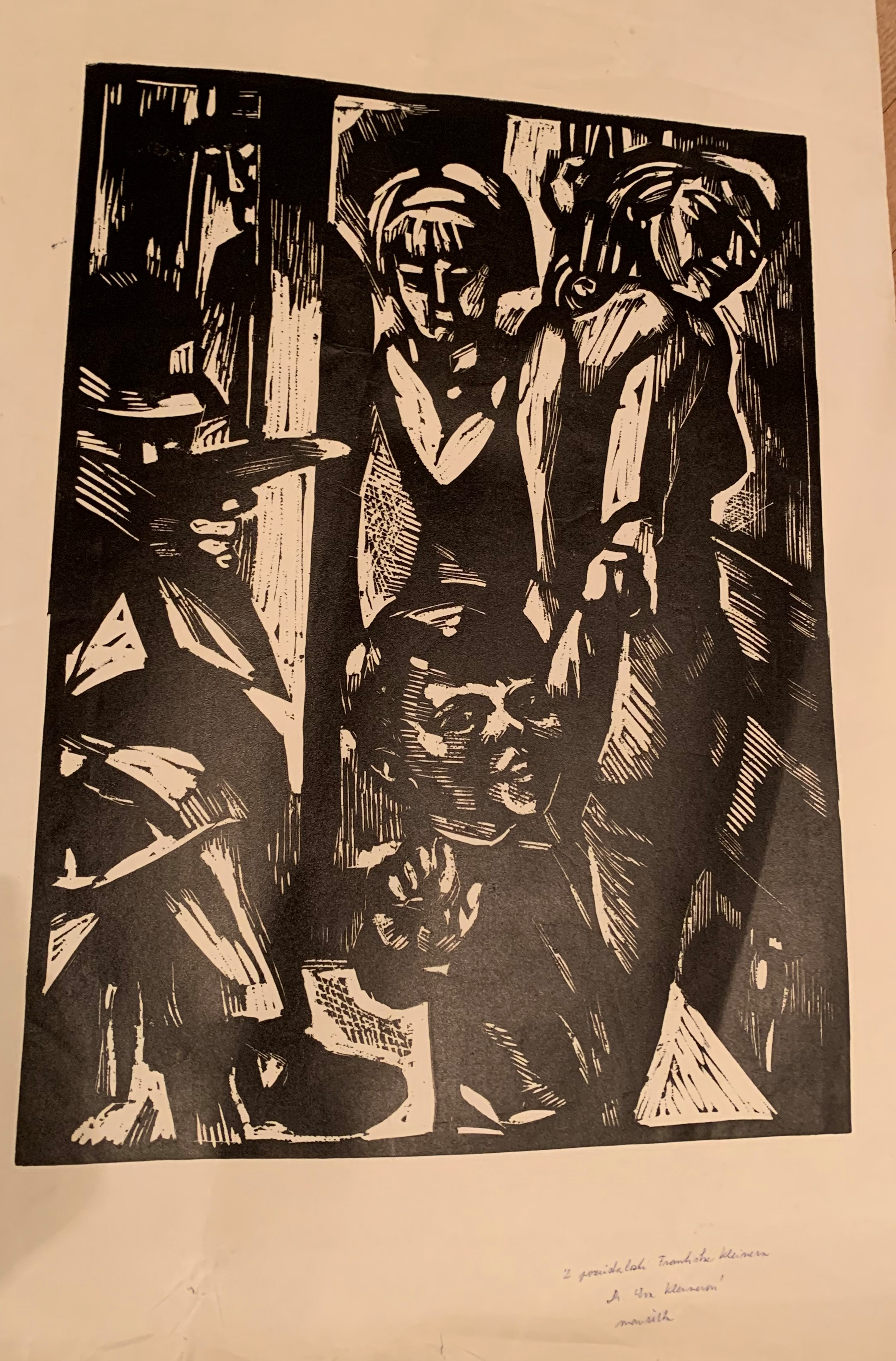

## Citáty
- Výňatek z nekrologu, který zveřejnil prof. Jaromír Uždil

| „ | Zemřel a odešel tak nenápadně z našeho obzoru jako nenápadně žil... Je škoda, že nikdy v úplnosti nevystavil svoje kreslířské, malířské i grafické dílo – ilustruje to však zároveň jeho výjimečný charakter v němž chyběla umělecká samolibost a touha po veřejném úspěchu. Byl příliš filozofem, než aby hledal své potvrzení mimo svoje vlastní měřítka. Každá vzpomínka na něj je vpravdě i oslavou toho nejušlechtilejšího pedagogického postoje, k němuž vždy patří spíš dávat než přijímat a vůbec už ne být okázale oslavován. | “ |

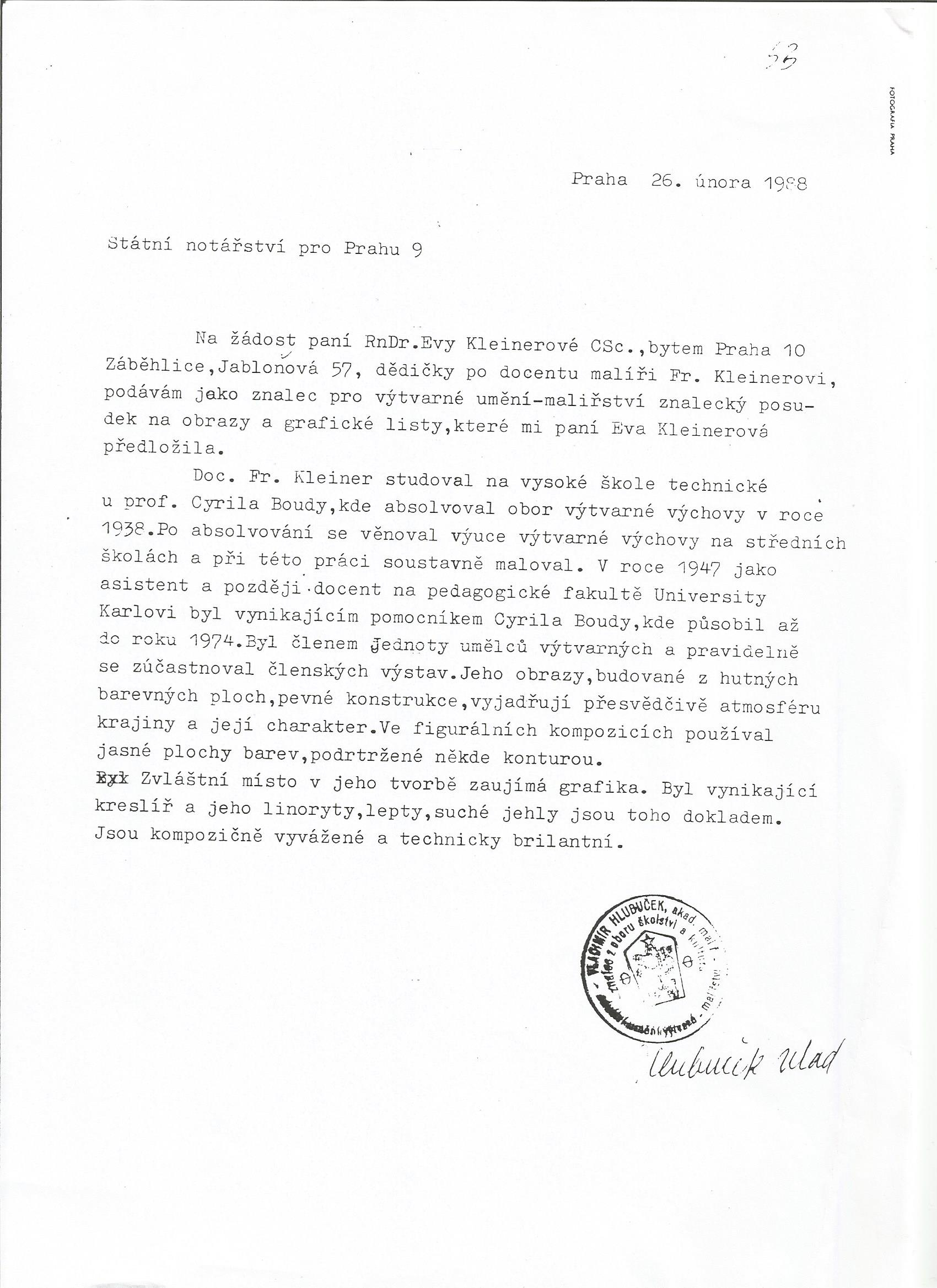
Fotokopie znaleckého posudku znalce pro výtvarné umění – malířství akademického malíře na obrazy a grafické listy Doc. F. Kleinera.

- Výňatek z publikace vydané v roce 1996 Katedrou výtvarné výchovy Pedagogické fakulty Univerzity Karlovy v Praze:

| „ | Na departmentu figurálního a věcného kreslení, jemuž formálně vládl Cyril Bouda, se zákonitě musely projevit prvky ateliérového studia renezančního typu, studie živého modelu, kresba krajiny a „zátiší“, pokusy o figurální kompozici. Pedagogicky byl ateliér víc v rukou Františka Kleinera, nadaného a vysoce vzdělaného učitele. Ten se omezoval na krátké výklady, nepouštěl se do složitých úvah, jak bylo naopak v ateliéru malby. Jeho pokyny a korigující připomínky byly zato věcné a byly vysloveny vždy v souvislosti s výtvarným procesem, jenž probíhal ve studentských „štaflích“… Kousek od velkého školního ateliéru – v nepatrné místnůstce – se klidný, až příliš zdrženlivý asistent František Kleiner rval se svými malířskými vizemi, figurálními kompozicemi, často i parafrázemi svých krajinářských studií. Z velkého kreslířského díla, v němž měla místo i dobromyslná karikatura a které obsahovalo řadu litografických listů, se zachovalo jen „málo“. František Kleiner byl k sobě krutý a to, co jednou vytvořil, doráželo na něj znaky své často jen subjektivně pociťované nedokonalosti a nedokončenosti. Nechtěl se vléci s takovou zátěží, s těmi horami papírů a pláten a ničil své dílo v jakýchsi hromadných „čistkách“. | “ |